# Paratriacanthodes abei
Paratriacanthodes abei és una espècie de peix de la família dels triacantòdids i de l'ordre dels tetraodontiformes.

## Hàbitat
És un peix marí, de clima tropical i demersal que viu entre 366-384m de fondària.

## Distribució geogràfica
Es troba al Mar de la Xina Meridional.

## Observacions
És inofensiu per als humans.